# Boi-almiscarado
O boi-almiscarado (Ovibos moschatus) é um mamífero de casco bovídeo que pode alcançar até 2,3 metros de comprimento e  1,5 de altura nos ombros, assim como pesar até 400 kg. Vive nas regiões árticas, e graças à sua pelagem felpuda aguenta temperaturas tão baixas como os -40°C. Apesar do nome, os bois-almiscarados estão mais aparentados com as cabras do que com os bois.
O seu nome provém do odor emitido pelos machos durante o período de acasalamento, chamado de almíscar.

## Características físicas
Ambos os sexos têm longos chifres curvados. Possuem 2,5 m (de comprimento e 1,4 m de altura no ombro). Os adultos pesam pelo menos 200 quilogramas e podem exceder 400 quilogramas. A coloração de sua pelagem é uma mistura de preto, de cinzento, e de marrom, e possuem longos pelos protetores que alcançam quase o chão.
Durante o verão, eles vivem em áreas molhadas, tais como os vales de rios, movendo-se para uns pontos mais elevadas no inverno para evitar a neve profunda. Alimentam-se de gramíneas, juncos e plantas da família Cyperaceae, e outras. Escavam através da neve no inverno para alcançar seu alimento.
Bois-almiscarados são sociais e vivem em rebanhos, geralmente ao redor de 10 a 20 animais, mas às vezes podem ter 400. Os rebanhos no inverno consistem em adultos de ambos os sexos e também jovens. Durante a estação de acasalamento, que têm o clímax na metade de agosto, os machos competem pela dominância, e um touro dominante espanta os outros machos adultos para fora do grupo. Os machos estéreis formam rebanhos só de machos de somente 3 a 10 ou vagam na tundra sozinhos. Durante este período todos os machos são extremamente agressivos, eles espantam até pássaros que chegarem perto.
As fêmeas são sexualmente maduras em dois anos de idade, e os machos alcançam a maturidade sexual após cinco anos. O período de gestação é de oito ou nove meses. Quase todas as gravidezes rendem um único bezerro, ele mama por um ano, mas pode começar comer gramíneas uma semana após o nascimento.
Também possuem um comportamento defensivo distinto: quando o rebanho é ameaçado, os touros e as vacas formam um círculo em torno dos bezerros. Esta é uma defesa eficaz contra os predadores, tais como lobos, mas torna-os um alvo fácil para caçadores humanos.
Acredita-se que o boi-almiscarado, ou seu antepassado, migrou à América do Norte entre 200 mil anos e 90 000 anos atrás.  Concorda-se entretanto que ele já existia no período Pleistoceno que faz lhe um contemporâneo do Mamute. Acredita-se que ele podia sobreviver a última idade de gelo (Glaciação de Wisconsin) encontrando áreas livres do gelo longe dos povos pré-históricos. Ele moveu-se gradualmente através de América do Norte e chegou na Gronelândia durante o Holoceno.

## Habitat e distribuição

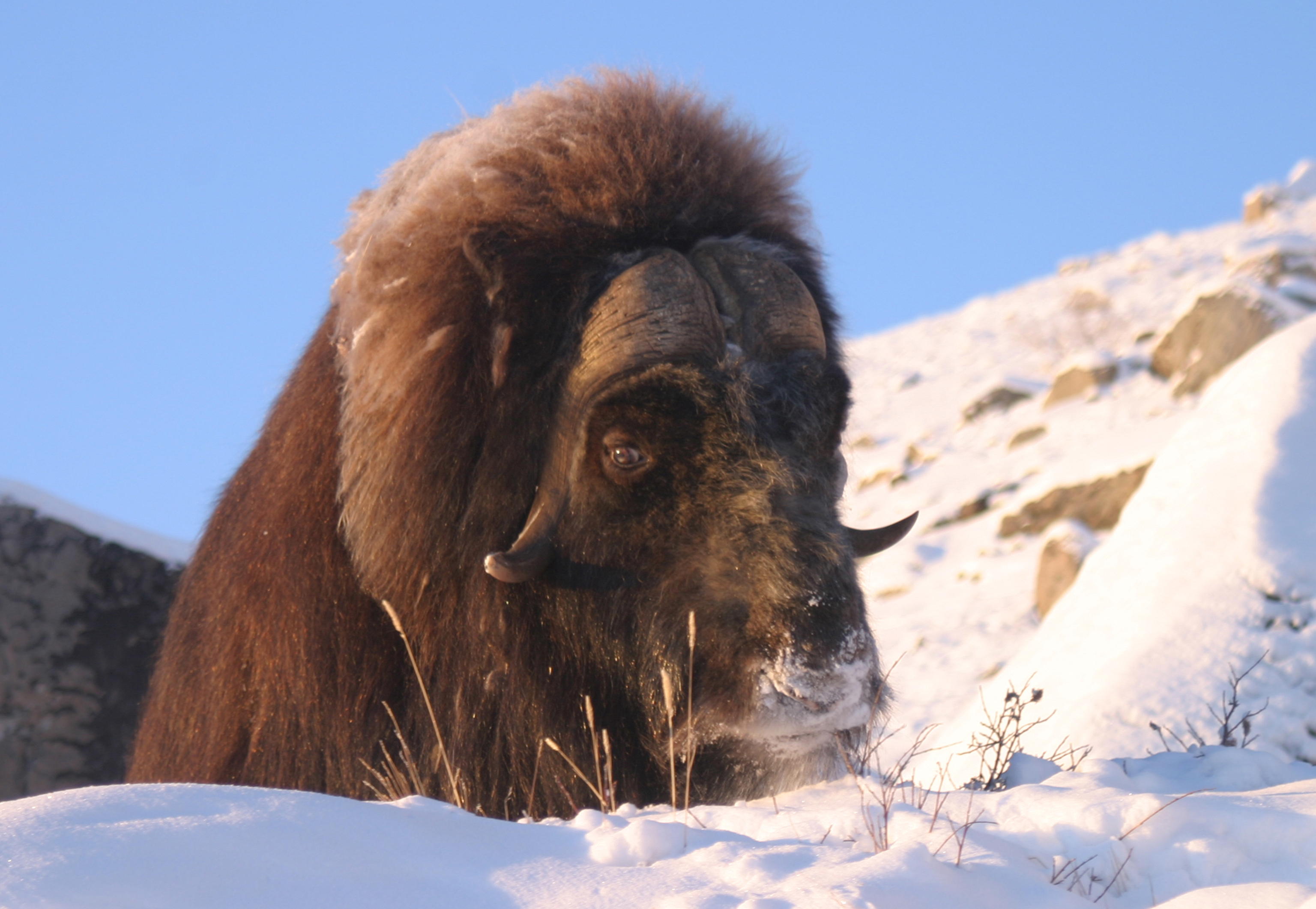
Boi-almiscarado procurando comida em ambiente coberto de neve

O boi-almiscarado é nativo das regiões árticas do Canadá, da Groenlândia e do Alasca. A população do Alaska foi expulsa no século XIX e no início do XX, mas foram novamente reintroduzidos. A espécie também foi posteriormente reintroduzida na ilha Banks ao norte da Europa, na região de Dovre na Noruega, na província da Herdália na Suécia, na Rússia e na ilha Ellesmere no Canadá oriental, província de Quebeque. Ele estava perto da extinção, mas recuperou após ser protegido da caça. A população do mundo (até à data de 1999) é estimada entre em 65 e 85 mil espécimes, com dois terços vivendo na ilha Banks, e está aumentando, especialmente nas áreas onde o animal foi introduzido no século XX. O primeiro par de bois-almiscarados vivos que foi levado para a Europa foi capturado na ilha Clavering, uma ilha costeira da Gronelândia, em 1899.